# 句容駅
句容駅（くようえき）は、中華人民共和国江蘇省鎮江市句容市にある、中国国家鉄路集団と南京地下鉄の駅。

## 歴史
- 2021年12月28日：南京地下鉄の駅が開業[1][2]。
- 2023年9月28日：中国国鉄の駅が開業[3]。

## 駅構造

### 南京地下鉄
島式ホーム1面2線を有する地下駅。

#### のりば
| 番線 | 路線    | 行先       |
| ---- | ------- | ---------- |
|      | ■S6号線 | 馬群方面   |
|      | ■S6号線 | 降車ホーム |

## 隣の駅
中国国家鉄路集団
滬寧沿江高速鉄道
南京南駅 - 江寧駅（計画） - 句容駅 - 金壇駅
南京地下鉄
■S6号線
崇明駅 - 句容駅